# Psychomyia usitata
Psychomyia usitata is een schietmot uit de familie Psychomyiidae. De soort komt voor in het Oriëntaals en het Palearctisch gebied.